# Petit-duc maculé
Megascops asio
Espèce
Synonymes
- Otus asio

Statut de conservation UICN

 LC  : Préoccupation mineure
Statut CITES
Répartition géographique
Le Petit-duc maculé (Megascops asio) est une espèce de rapace nocturne appartenant à la famille des Strigidae.

## Description

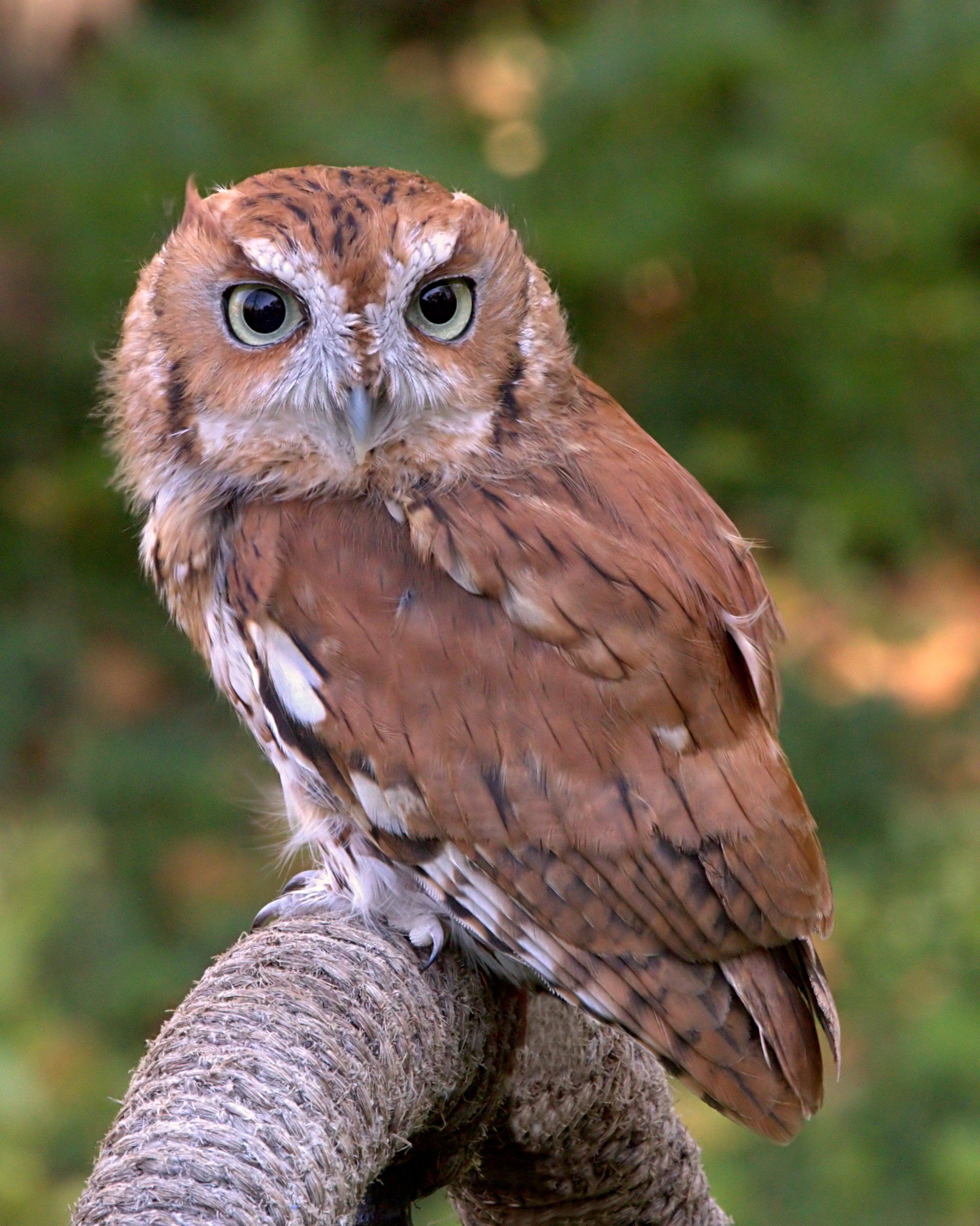
Petit-duc maculé au plumage roux.

## Répartition

Carte de répartition.

Le Petit-duc maculé se trouve à l'est de l'Amérique du Nord, et se rencontre au Mexique, aux États-Unis et au Canada, mais aussi aux Bermudes au cours de migrations.

## Alimentation
Comme la plupart des prédateurs, le Petit-duc maculé est un chasseur opportuniste. À cause de la férocité et de la flexibilité de ses façons de chasser, il a parfois été surnommé « chat sauvage à plumes ». En termes de niche écologique, il est difficile de trouver son équivalent écologique en Europe, bien qu'on puisse le rapprocher de la Chevêche d'Athéna, du Petit-duc scops, plus petit et plus faible, et du Hibou moyen-duc, qui se nourrit davantage de rongeurs.
Il peut chasser du crépuscule à l'aube, mais préfère les premières heures de la nuit. Son ouïe et sa vision aiguisées lui permettent de localiser ses proies. Son mode de chasse consiste principalement à fondre sur sa proie depuis un perchoir, ou parfois depuis les airs, où il plane ou survole les cimes en quête de nourriture. Il chasse habituellement dans les forêts, à la lisière avec les champs ouverts et marais, et fait parfois des incursions dans les champs ouverts. Une fois sa proie repérée, il fond sur elle et la saisit de ses griffes. Les petites proies sont généralement ingurgitées immédiatement, mais les grosses sont ramenées à un perchoir où le Petit-duc les déchiquette. Le Petit-duc maculé a tendance à fréquenter les zones proches de son nid où il a chassé avec succès pendant les nuits précédentes. Son ouïe affûtée lui permet de repérer des mammifères sous beaucoup de végétation ou de neige. Ses oreilles sont placées de manière asymétrique, et la différence de perception entre les deux l'aide à localiser sa proie. De plus, le bout des plumes des ailes du Petit-duc est dentelé, ce qui assourdit le bruit de ses battements d'ailes et lui permet de surprendre sa proie. Le placement des oreilles et les plumes dentelées sont des attributs communs parmi les espèces de hiboux.
Dans l'Ohio, l'analyse de plusieurs centaines de pelotes de réjection a montré que le régime alimentaire était composé de 41 % de mammifères (dont 23 % de souris ou campagnols), 18 % d'oiseaux, et 41 % d'insectes et autres invertébrés. Parmi les vertébrés analysés pendant la saison de nidification, 65 % étaient des oiseaux (d'environ 54 espèces), 30 % étaient des mammifères (11 % de campagnols des champs, 8 % de souris domestiques et 8 % de souris sylvestres), 3 % étaient des poissons et moins de 2 % étaient des reptiles et amphibiens.
Dans le Michigan, le régime alimentaire hivernal est composé de 45 à 50 % de campagnols des champs, 45 % de souris à pattes blanches et 1 à 10 % d'oiseaux. Pendant l'été, ces chiffres baissent à 30 %, 23 %, et 19 %, car il se rajoute 28 % d'écrevisses.

## Comportement
Pour se défendre contre les parasites qui infestent son nid, le Petit-duc maculé y apporte parfois des petits serpents aveugles appartenant à l'espèce Rena dulcis,,. C'est un exemple de commensalisme.

## Prédateurs
Il est la proie des hiboux plus grands.

## Sous-espèces
D'après la classification de référence du Congrès ornithologique international (v. 14.1), le Petit-duc maculé possède 5 sous-espèces (ordre phylogénique) :
- Megascops asio maxwelliae (Ridgway, 1877) ;
- Megascops asio asio (Linnaeus, 1758) ;
- Megascops asio hasbroucki (Ridgway, 1914) ;
- Megascops asio mccallii (Cassin, 1854) ;
- Megascops asio floridanus (Ridgway, 1874).

## Galerie

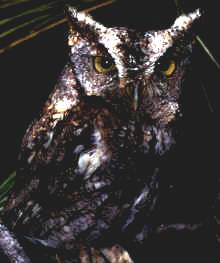
Petit-duc maculé gris.
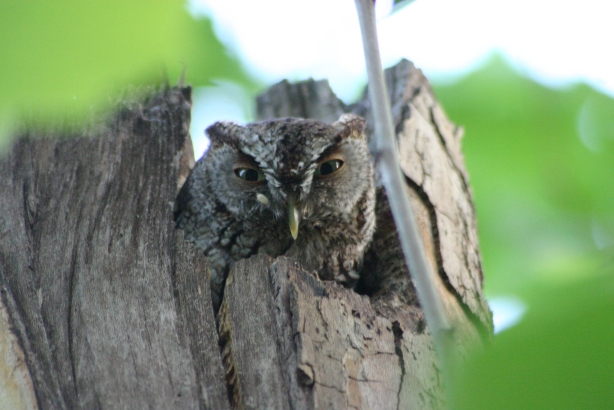
Petit-duc maculé gris.
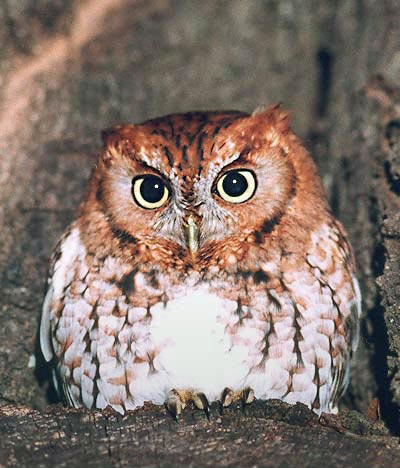
Petit-duc maculé roux.
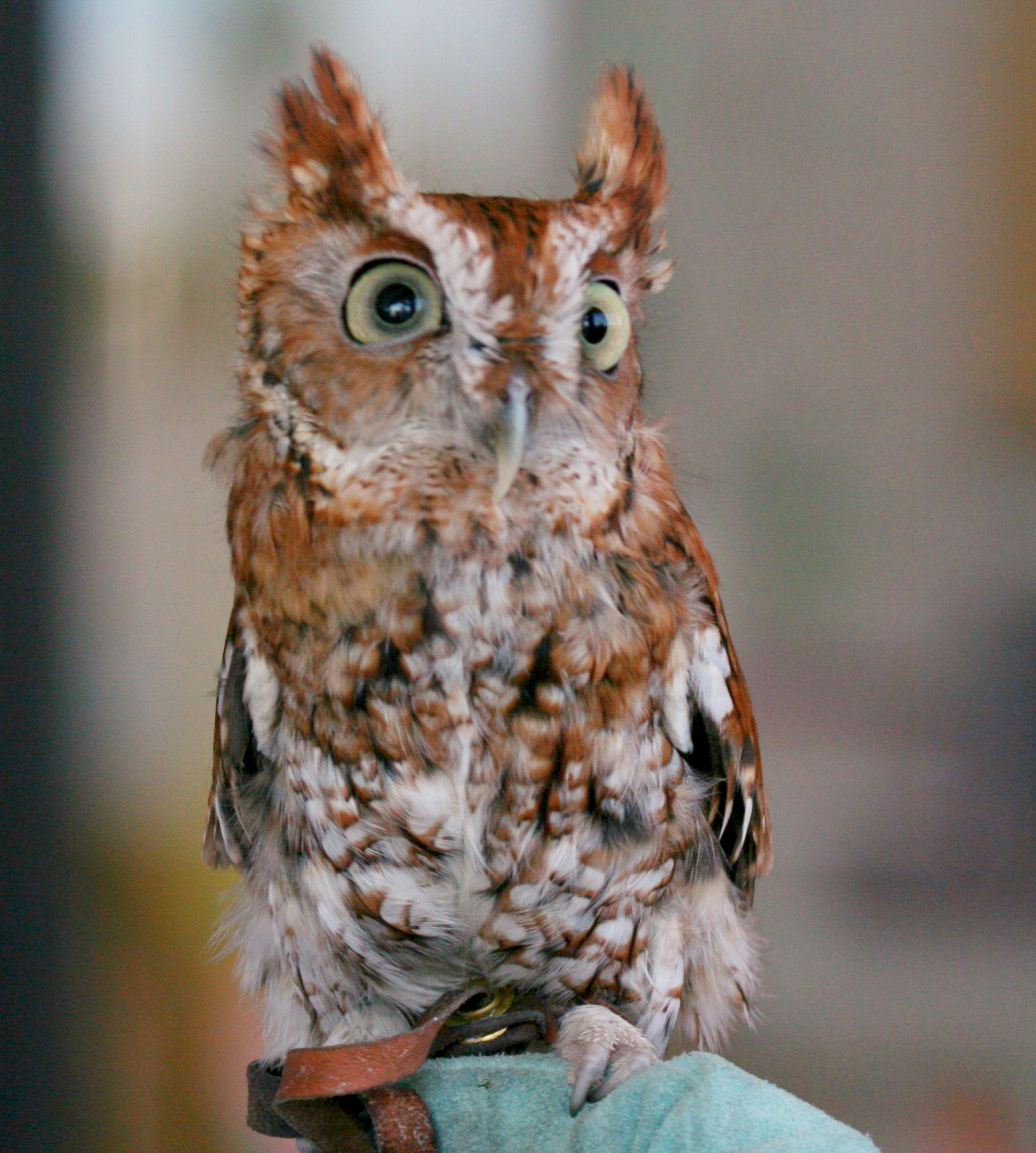
Petit-duc maculé roux.
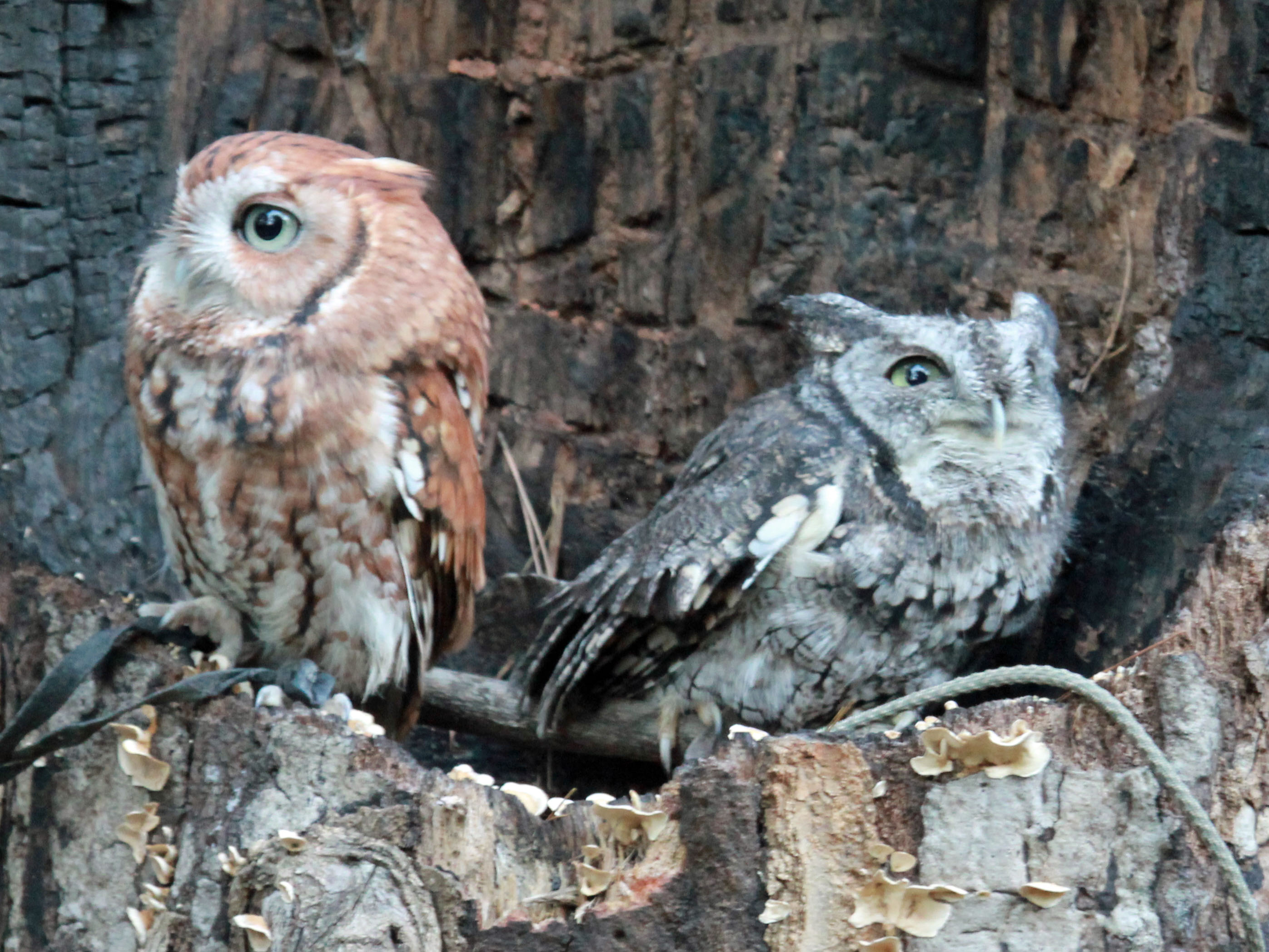
Petit-duc maculé roux et Petit-duc maculé gris.
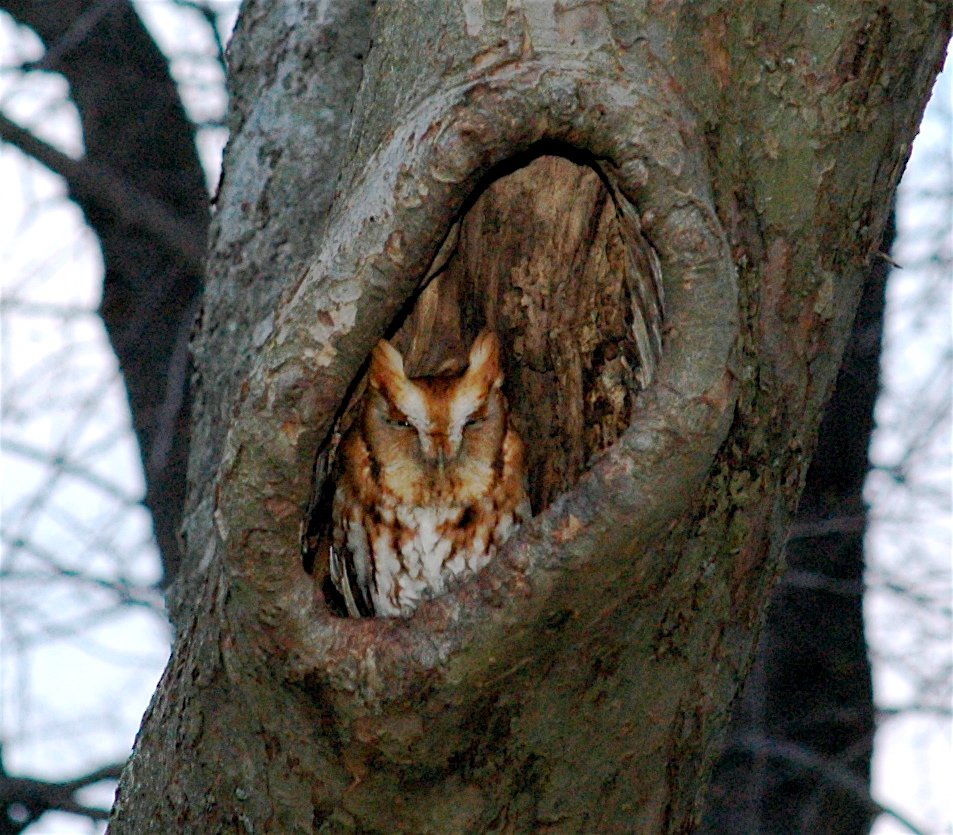
Petit-duc maculé roux.
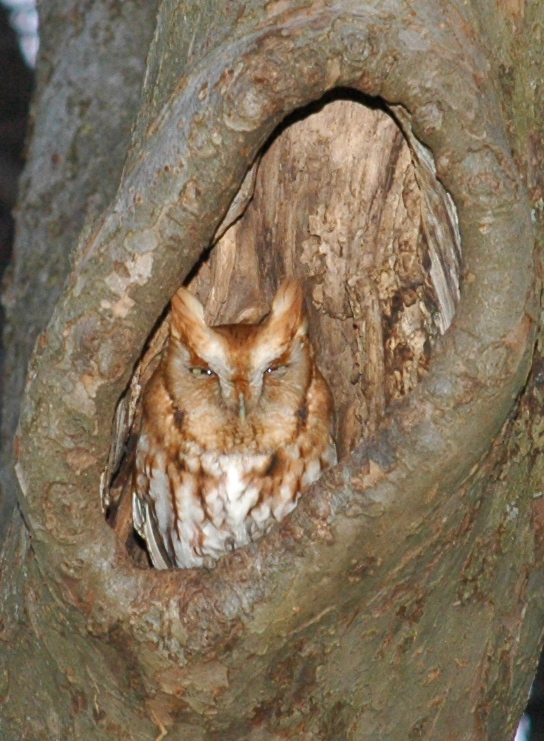
Petit-duc maculé roux.
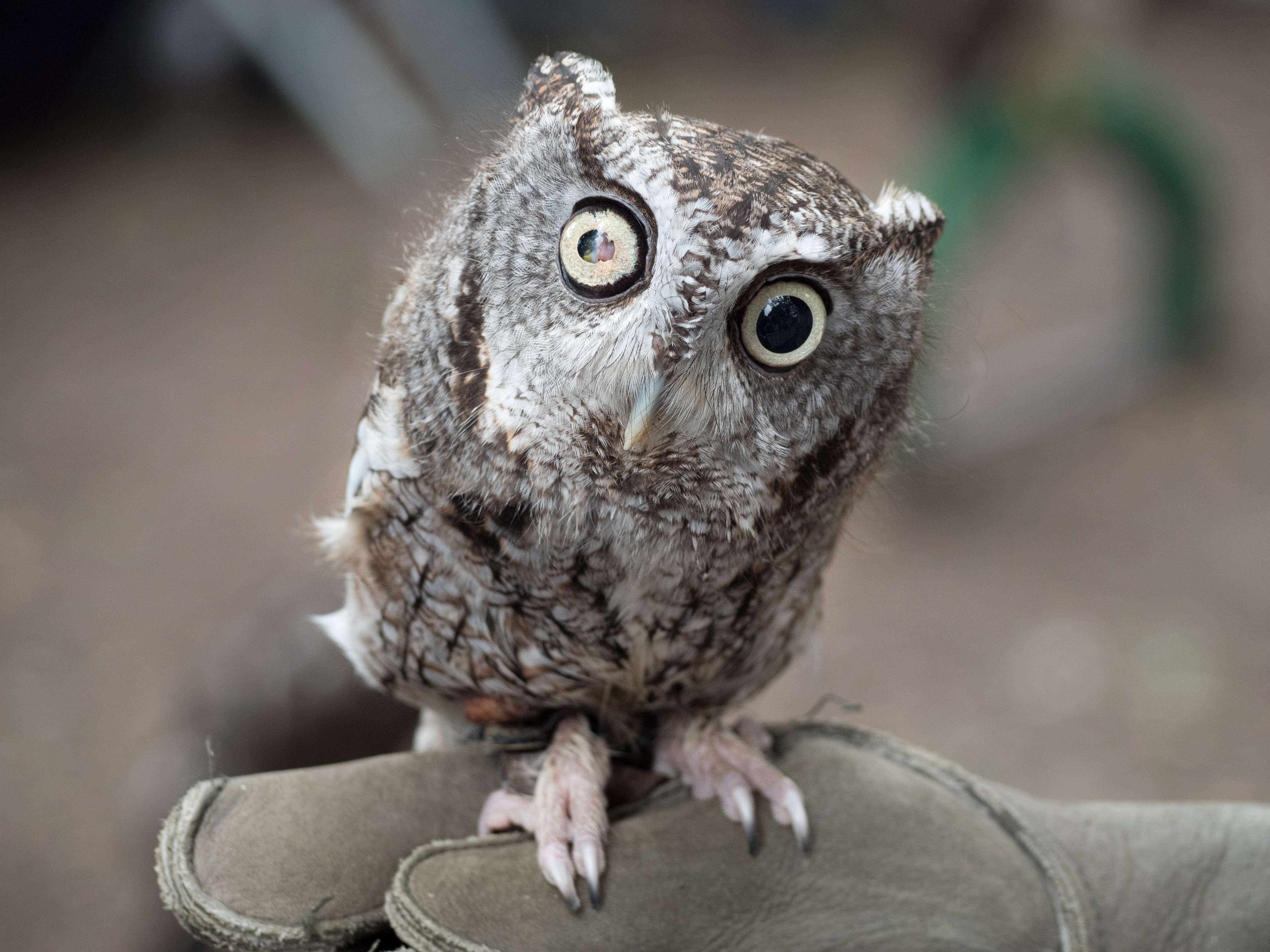
Un petit-duc maculé soigné à la suite d'une blessure, mais qui ne peut plus être relâché dans la nature.